# Alexander Semjonowitsch Cholewo

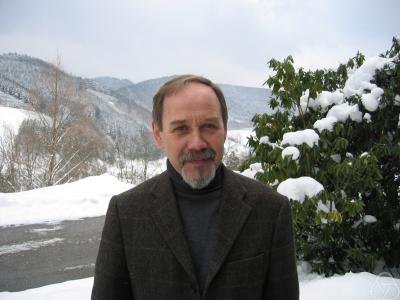
Alexander Semjonowitsch Cholewo, Oberwolfach 2005

Alexander Semjonowitsch Cholewo (russisch Александр Семёнович Холево, wissenschaftliche Transkription: Aleksándr Semënovič Chólevo, englische Transliteration: Alexander Semyonovich Kholevo oder Holevo; * 2. September 1943 in Moskau) ist ein  russischer Mathematiker und mathematischer Physiker.

## Leben
Cholewo studierte Mathematik in Moskau, wo er 1966 sein Diplom in angewandter Mathematik machte und 1969 Kandidat (russische Promotion) in Physik und Mathematik wurde. Er ist seit 1969  Mathematiker am Steklow-Institut der Russischen Akademie der Wissenschaften. 1976 habilitierte er (russischer Doktor). Er war Professor am Moskauer Physikalisch-Technischen Institut und hielt später auch Vorlesungen an der Lomonossow-Universität.

## Werk
Cholewo beschäftigt sich vor allem mit Funktionalanalysis und stochastischen Prozessen, insbesondere in Hinblick auf die Quantenmechanik, und mit Quanteninformationstheorie (QIT), mit fundamentalen Arbeiten in den 1970er Jahren, lange bevor die QIT in den 1990er Jahren einen großen Aufschwung erlebte. 1973 zeigte er, dass überraschenderweise n Qubits nicht mehr als n Bits klassischer Information repräsentieren können (Holevos Theorem). Das ist umso überraschender, als später entdeckt wurde (durch Peter Shor und andere), dass Quanten-Informationssysteme ein viel mächtigeres Berechenbarkeitsmodell liefern als klassische Modelle. Außerdem sind zur Definition der Quantensysteme, in denen die Informationen codiert sind, eine viel größere Menge von Informationen nötig ({\displaystyle 2^{n}-1} komplexe Zahlen, bei n Qubits, entsprechend dem Produktzustand von n quantenmechanischen Zweizustandssystemen, bis auf einen gemeinsamen komplexen Faktor). Er arbeitete auch über das Additivitätsproblem von Kapazitäten (im Sinn von Claude Shannon) von Kommunikationskanälen und Kodierungstheoreme in der QIT.
Bekannt ist er auch wegen seiner grundlegenden Arbeiten zu den besonderen statistischen Problemen, die sich aus der Quantenmechanik ergeben, und zu den mathematischen Grundlagen der Quantenmechanik, in Erweiterung der Hilbertraum-Formulierung von John von Neumann aus den 1930er Jahren. Er fasste seine Untersuchungen in seiner 1980 erschienenen Monographie zusammen. In den 1980er Jahren untersuchte er die Entwicklung der Wahrscheinlichkeitsverteilungen quantenmechanischer Systeme aus der ihnen zugrundeliegenden, durch Operatoren in Hilberträumen (mit Halbgruppen-Struktur) beschriebenen Dynamik (Zeitentwicklung).
Er war Invited Speaker auf dem ICM in Madrid 2006 (The additivity problem in quantum information theory) und in Berkeley 1986 (Conditionally positive functions in quantum probability). 1997 erhielt er den Markov-Preis der Russischen Akademie der Wissenschaften, 1999 den Alexander-von-Humboldt-Forschungspreis und 1996 den International Quantum Communication Award. Für 2015 wurde ihm der Claude E. Shannon Award zugesprochen. 2016 wurde er korrespondierendes und 2019 volles Mitglied der Russischen Akademie der Wissenschaften.

## Schriften
- Probabilistic and statistical aspects of Quantum Theory. North Holland 1982 (russisch Nauka 1980, 2. Auflage 2003)
- Quantum probability and quantum statistics. VINITI, Moskau 1991 (russisch)
- An Introduction to Quantum Information Theory. Moskau 2002 (russisch)
- Quantum coding theorems. In: Russian Mathematical Surveys. Bd. 53, 1998, S. 1295–1331
- Statistical structure of quantum theory. Lecture Notes in Physics, Springer Verlag, 2001
- Quantum Systems, Channels, Information. A Mathematical Introduction, De Gruyter, 2012